# Ibri Club
Der Ibri Sports and Cultural Club (arabisch نادي عبري الرياضي الثقافي), auch als Ibri Club bekannt, ist ein omanischer Sportklub mit Sitz in der Stadt Ibri. Aktuell spielt der Verein in der ersten Liga, der .Oman Professional League

## Geschichte
Der Verein wurde am 1. Januar 1971 gegründet. 2023 wurde der Verein Meister der Gruppe A der Oman First Division League und qualifizierte sich somit für die Aufstiegsspiele zur ersten Liga. Hier belegte man den ersten Platz und stieg somit in die erste Liga auf.

## Stadion
Der Verein trägt seine Heimspiele im Ibri Sport Complex in Ibri aus. Das Stadion hat ein Fassungsvermögen von 15.000 Personen.

## Trainer
Stand: Oktober 2024
| Trainer               | Nation   | von                | bis                |
| --------------------- | -------- | ------------------ | ------------------ |
| Majeed Al-Nazwani     | Oman     | 1. Juli 2019       | 30. Juni 2023      |
| Juma Darwish Al-Farsi | Oman     | 14. Juni 2022      | 27. September 2023 |
| Lotfi Ayari           | Tunesien | 28. September 2023 | 31. Mai 2024       |
| Ali Al-Balushi        | Oman     | 29. September 2023 | 31. Mai 2024       |
| Walid Chettaoui       | Oman     | 5. Juli 2024       |                    |